# Clase Casa Grande
La clase Casa Grande fue una serie de buques de asalto anfibio del tipo LSD utilizados por la Royal Navy y la Armada de los Estados Unidos durante la Segunda Guerra Mundial. Se planeó la construcción de diecinueve buques, pero dos de ellos, los USS Fort Snelling (LSD-23) y  USS Point Defiance (LSD-24) fueron cancelados antes de ser concluidos.

## Diseño
Fueron desarrollados a raíz de un requerimiento del personal de la Royal Navy para un dique de desembarco autopropulsado para el transporte de lanchas de desembarco a largas distancias, que pudiera transportar vehículos y suministros hasta la playa. El dique inundable, debía ser capaz de transportar dos grandes barcazas de desembarco de tanques (LCT; Landing craft tank) británicas o tres de las nuevas LCT estadounidenses. Con la opción de transportar un gran número de vehículos que podían cargarse en las lanchas de desembarco a través de rampas. A pesar de que se especificaba una velocidad de 17 nudos en los requerimientos, solo eran capaces de desarrollar una velocidad de 15,6 nudos.

## Servicio
Gran Bretaña, ordenó en principio siete buques de la clase a astilleros de los Estados Unidos, que recibieron los numerales desde el LSD-9 al 15. Solo cuatro, fueron entregados, los números 9 a 12, mientras que los comprendidos entre el 13 y el 15 fueron retenidos por la Armada de los Estados Unidos, que había encargado otros doce buques, de los cuales, solo terminó diez. En total, durante la contienda, trece buques sirvieron con la Armada de los Estados Unidos mientras que otros cuatro, lo hicieron en la Marina Real Británica.

## Buques

### Marina Real Británica
- HMS Eastway (F140)
- HMS Highway (F141)
- HMS Northway (F142)
- HMS Oceanway (F143)

### Armada de los Estados Unidos
- USS Casa Grande (LSD-13), (ex-HMS Portway, ex-Spear)
- USS Rushmore (LSD-14)(ex-HMS Swashway, ex-Sword)
- USS Shadwell (LSD-15) (ex-HMS Waterway, ex-Tomahawk)
- USS Cabildo (LSD-16)
- USS Catamount (LSD-17)
- USS Colonial (LSD-18)
- USS Comstock (LSD-19)
- USS Donner (LSD-20)
- USS Fort Mandan (LSD-21)
- USS Fort Marion (LSD-22)
- USS Fort Snelling (LSD-23) (cancelado, completado como  USNS Taurus (T-AK-273)
- USS Point Defiance (LSD-24) (cancelado)
- USS San Marco (LSD-25)
- USS Tortuga (LSD-26)
- USS Whetstone (LSD-27)

### Armada Española
- Galicia (L-31), ex-USS San Marco (LSD-25)

### Armada Griega
Okeanos, ex-HMS Oceanway (F143)

### Marina Nacional de Francia
Foudre, ex-HMS Oceanway (F143), ex-griego  Okeanos